# Salon d'Automne

Salon d'Automne ("Høstsalonen") er en årlig kunstudstilling som første gang blev arrangeret i Paris fra 1. oktober til 8. november 1903 i Petit Palais og senere i Grand Palais på initiativ af den belgiske arkitekt Jourdain Frantz (1847-1935)
assisteret af blandt andre Eugène Carrière, Pierre-Auguste Renoir, Georges Rouault, Édouard Vuillard, Joris-Karl Huysmans og Émile Verhaeren.
Hensigten var at skabe et alternativ til den mere konservative Salon de Paris (Parisersalonen) og til Salon des Indépendants (De Uafhængiges Salon) hvor det var for let at udstille, og niveauet derfor blev for lavt.
Det var ved udstillingen i 1905 at udtrykket "fauves" ('vilddyr') af kunstkritikeren Louis Vauxcelles blev brugt om nogle af malerne på grund af deres brug af farver.
| - Udvalg af fotos - Salle Cézanne, 1904 - La Maison Cubiste(en), 1912 ('Det kubistiske hus') |

| - Detalje af indgangen til La Maison Cubiste - Værker fra udstillingen 1912 − Øverst t.v. František Kupkas Fugue in Two Colors, Jean Metzinger (Dancer in a Café), Joseph Csaky (Groupe de femmes), Francis Picabia (La Source), Amedeo Modigliani (skulpturer) og Henri Le Fauconnier (Mountaineers Attacked by Bears) |

| - Udvalg af plakater - Katalogomslag, 1905 - Plakat for udstillingen 1908 - Katalog for 1911 - Vue de Lyon, plakat af Georges Dufrénoy(en), til udstillingen 1937 |